# Katharina Lugani
Katharina Lugani (* 1979 in West-Berlin, ehemals Katharina Hilbig-Lugani und Katharina Hilbig) ist eine deutsche Rechtswissenschaftlerin und Hochschullehrerin an der Heinrich-Heine-Universität Düsseldorf.

## Leben und Wirken
Lugani nahm 1998 das Studium der Rechtswissenschaften in Berlin auf, wechselte aber bald an die Universität Panthéon-Assas, wo sie 2001 die Licence en droit erwarb. Nach ihrer Rückkehr nach Deutschland legte sie 2004 an der Universität München das Erste Juristische Staatsexamen ab. Dort wurde sie 2006 mit der kartellrechtlichen Schrift Das gemeinschaftsrechtliche Kartellverbot im internationalen Handelsschiedsverfahren – Anwendung und gerichtliche Kontrolle zur Dr. iur. promoviert. Im folgenden Jahr legte sie ebenfalls in München auch ihr Zweites Staatsexamen ab. Anschließend wurde sie wissenschaftliche Assistentin am Münchener Lehrstuhl von Dagmar Coester-Waltjen und folgte dieser 2008 an die Universität Göttingen. Nach Forschungsaufenthalten an den Universitäten Cambridge und Uppsala sowie an der Sorbonne habilitierte Lugani sich 2013 in Göttingen.
Es folgten Lehrstuhlvertretungen an den Universitäten Regensburg und Bayreuth. 2014 erhielt sie gleichermaßen Rufe von den Universitäten Hannover und Düsseldorf, wobei sie den Ruf aus Düsseldorf annahm. Dort hat sie seit dem 1. Oktober 2014 den Lehrstuhl für deutsches, europäisches und internationales Privat- und Verfahrensrecht inne. Einen Ruf der Universität Potsdam lehnte sie 2021 ab. Im selben Jahr wurde sie in Düsseldorf zur Prodekanin der juristischen Fakultät ernannt.
Lugani ist verheiratet und Mutter dreier Kinder.

## Forschung und Lehre
Luganis Forschungsschwerpunkte liegen entsprechend der Ausrichtung ihres Lehrstuhls insbesondere im Verfahrensrecht. Hierzu hat sie zahlreiche Fachbeiträge verfasst und ist Mitkommentatorin in deutscher wie in englischer erschienen Kommentaren zur Zivilprozessordnung. Auch zum deutschen und europäischen Familien- und Familienprozessrecht publiziert Lugani. Neben zahlreichen Fachbeiträgen kommentiert sie hier unter anderem das Recht der elterlichen Sorge im Soergel. Zum Staudinger trägt sie die Kommentierungen zum Namensrecht bei Ehe und Geburt bei. In weiteren Kommentaren verfasst sie die Teile zum Haager Übereinkommen über den Schutz von Kindern sowie zu Passagen der Rom-III-Verordnung und weiteren europäischen Verfahrensvorschriften und Kollisionsregeln.

## Publikationen (Auswahl)
- als Katharina Hilbig: Das gemeinschaftsrechtliche Kartellverbot im internationalen Handelsschiedsverfahren. C. H. Beck, München 2006, ISBN 978-3-406-55816-0 (Dissertation).
- als Katharina Hilbig-Lugani: Staat – Familie – Individuum: Eine rechtsvergleichende Betrachtung zu Unterhaltsverhältnissen und ihrer privatautonomen Gestaltbarkeit in Deutschland, England und Wales, Frankreich und Schweden. Mohr Siebeck, Tübingen 2014, ISBN 978-3-16-153061-6 (Habilitationsschrift).